# Rastislav Špirko
Rastislav Špirko (* 21. června 1984, Martin, Československo) je slovenský hokejový útočník. Momentálně hraje v TIPOS SHL za klub HK Skalica.

## Hráčská kariéra
- 1997-98 MHC Martin (SVK) - dor.
- 1998-99 MHC Martin (SVK) - dor.
- 1999-00 MHC Martin (SVK) - dor.
- 2000-01 MHC Martin (SVK) - jun.
- 2001-02 HKM Zvolen (SVK) - jun.
- 2002-03 MHC Martin (SVK)
- 2003-04 Tri-City Storm (USHL)
- 2004-05 University of North Dakota (NCAA)
- 2005-06 University of North Dakota (NCAA)
- 2006-07 MHC Martin (SVK)
- 2007-08 HC Slovan Ústečtí Lvi (E)
- 2008-09 HC Moeller Pardubice (E), HC Slovan Ústečtí Lvi (1. liga)
- 2009-10 HC Eaton Pardubice (E)
- 2010-11 HC Eaton Pardubice (E)
- 2011-12 HC Lev Poprad (KHL)
- 2012-13 Avtomobilist Jekatěrinburg (KHL)
- 2013-14 HC Spartak Moskva (KHL)
- 2014-15 Amur Chabarovsk (KHL)
- 2015-16 MHC Martin (SVK), HC Kometa Brno (E)
- 2016-17 HC Oceláři Třinec, HC Dynamo Pardubice
- 2017-18 HC Nové Zámky